# Real Club Neerlandés de Vela y Remo

Los socios del club arbolan como pabellón nacional un pabellón especial para embarcaciones de recreo específico del club.

El Real Club Neerlandés de Vela y Remo (Koninklijke Nederlandsche Zeil- & Roeivereeniging en idioma neerlandés y oficialmente) es un club náutico de los Países Bajos que tiene dos sedes: Muiden y Enkhuizen.

## Historia
El club fue fundado 16 de diciembre de 1847 y en 1852 se le otorgó el título de Koninklijk.

## Deportistas
Entre los más de treinta regatistas olímpicos de este club, destacan sus 6 medallistas de oro, 7 de plata y 6 de bronce en vela.

## Copa América
Ha presentado un desafío a la Copa América 2021 conjuntamente con el Real Club de Remo y Vela del Mosa.